# Chiesa di San Mattio di Rialto
La chiesa di San Mattio di Rialto era un edificio sacro di Venezia, ubicato nel sestiere di San Polo. Fu demolita nel 1818; ne rimane traccia nella toponomastica: calle e ramo San Matio oltre al minuscolo campiello San Matio dove, al civico 880, si apre ancor il vecchio portale della chiesa affiancato da due antiche finestre.

## Storia

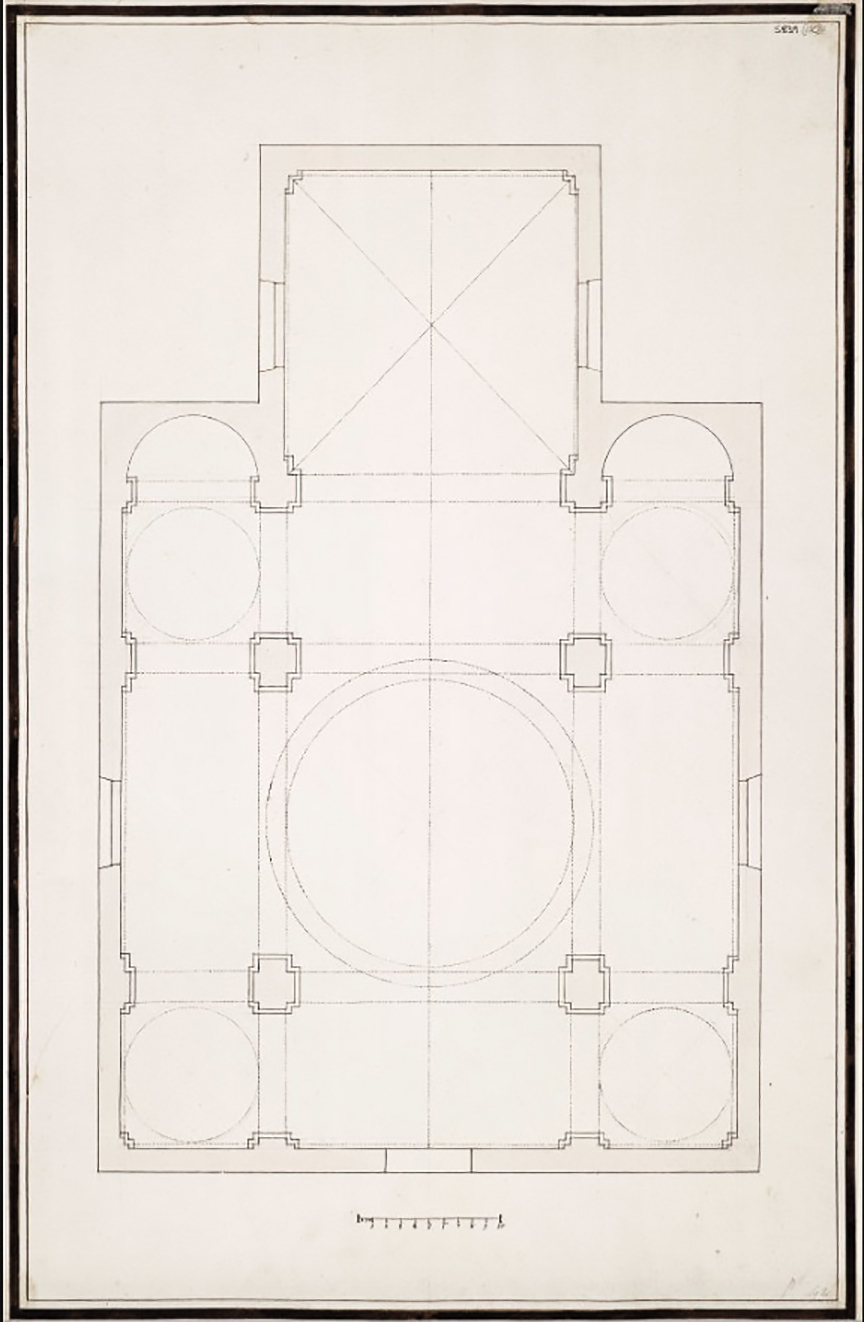
Antonio Visentini, Planimetria della chiesa di San Mattio di Rialto, 1760 circa, Londra, Royal Institute of British Architect

Risulta costruita una prima volta dal Patriarca di Grado su un terreno donatogli di Leonardo Corner nel 1156. Da allora fu sempre parrocchiale sotto la giurisdizione gradense, che aveva una sede nella vicina San Silvestro. Questo patriarcato conservò il diritto di nominare il pievano mentre i parrocchiani poteva eleggere un pastore.
La chiesa si trovò poi in un cattivo stato di governo e fu data provvisoriamente in commenda alla famiglia Querini, Nel 1436 papa Eugenio IV, della veneziana famiglia Condulmer, la diede in giuspatronato alla Scuola di San Michele dell'arte dei Becheri (macellai) compreso il diritto di elezione del pievano.
La chiesa fu restaurata più volte nel corso dei secoli e dopo un rinnovo del 1615 fu riedificata completamente a partire da 1735 e venne riconsacrata dal Patriarca di Venezia Alvise Foscari nel 1743.
Nel 1807, durante le soppressioni napoleoniche, la parrocchia fu cancellata ed il suo territorio annesso a quella di San SIlvestro. Immediatamente chiusa fu demolita nel 1818.
Oltre ai Becheri e la Scuola del Santissimo Sacramento, tradizionalmente presente in tutte le parrocchie veneziane, facevano capo a questa chiesa diverse altre confraternite devozionali – la Scuola del Rosario, la Scuola di San Gottardo ed il Suffragio dei Morti sotto il titolo di Gesù Cristo Crocifisso – e di arti e mestieri – la Scuola dei santi Giuseppe e Mattio dell'arte dei Pestrineri (venditori di latte, formaggi e latticini), la Scuola di san Giovanni Battista dell'arte dei Caneveri di Rialto e san Marco (cantinieri) ed il Sovvegno della Concezione dei lavoranti Pistori (dipendenti dei fornai).

## Descrizione

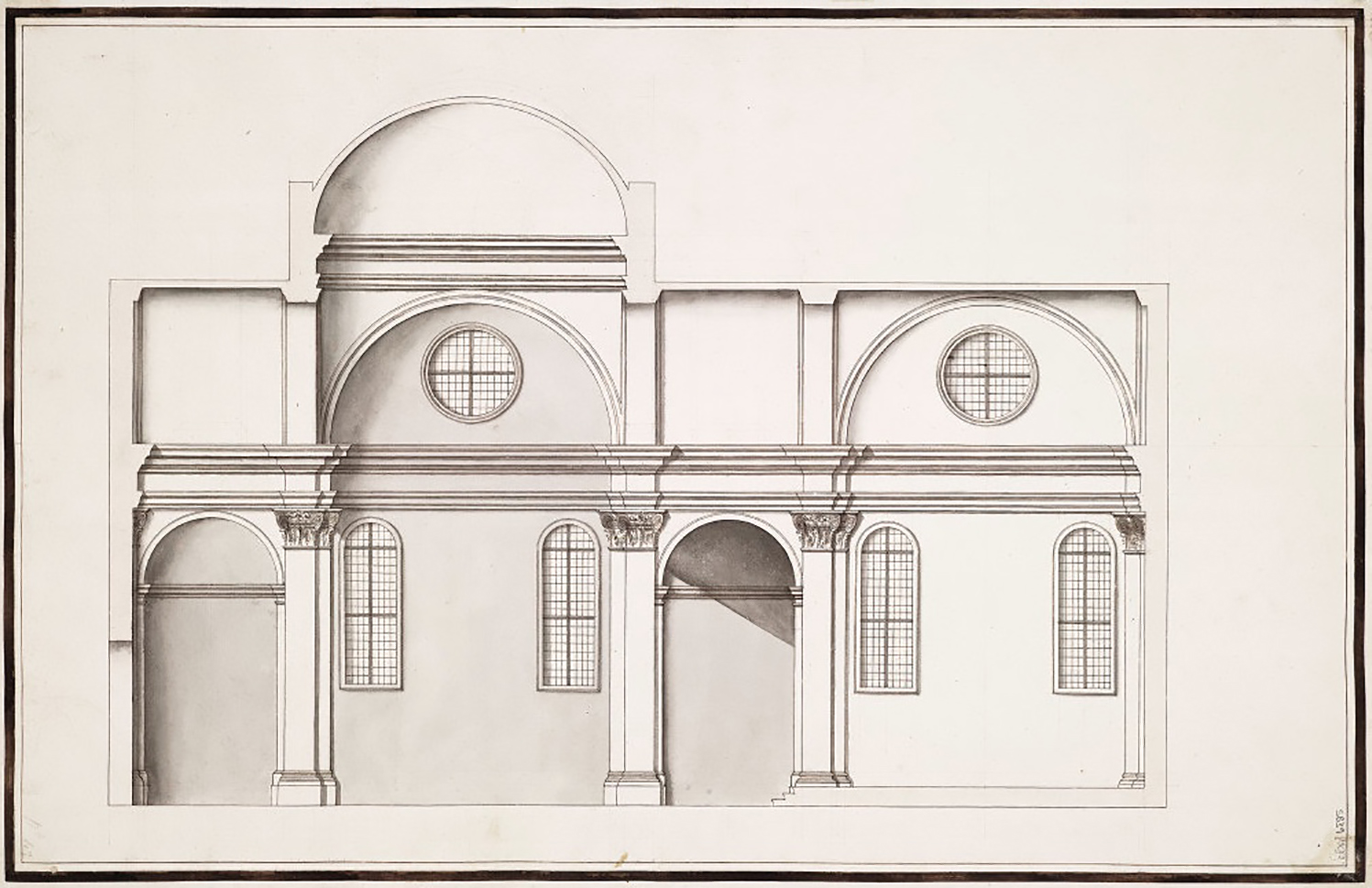
Antonio Visentini, Spaccato longitudinale della chiesa di San Mattio di Rialto, 1760 circa, Londra, Royal Institute of British Architects

Non sopravvivono immagini dela chiesa se non i due rilievi del Visentini che ci mostrano una chiesa ancora di struttura rinascimentale, con gli oculi e le alte finestre debitrici dei modi del Codussi, e sostanzialmente inalterata dai restauri del 1735.La chiesa in origine non era molto interessante per le opere tanto che il Sansovino nemmeno la citò nel suo libro Venezia Città Noblissima… e Martinioni, nell'edizione lo integrava, segnalava soltanto la presenza di una pala con Cristo e gli Apostoli di Gerolamo da Santacroce. Segnalazione ripresa dal primo Anton Maria Zanetti (1733) che però considerava questa pala opera di scuola. Lo stesso Zanetti segnalò anche la presenza di diverse tele riferite alla vita di Gesù come opere di Alvise del Friso, di una tavola di Gregorio Lazzarini con il Bambino Gesù, Sant' Antonio di Padova, e un Santo Vescovo oltre che di un gonfalone dipinto da Pietro Negri. Nell'opera dello Zanetti il Giovane (1771) però nessuna delle opere precedenti viene citata, probabilmente tutte disperse nella ricostruzione del 1735. Elenca invece un abbondante repertorio, in rapporto la dimensione dell'edificio, tutto di opere settecentesche. Di Francesco Zugno ci ricorda due dipinti: Davide che prega per la liberazione dalla peste e Cristo che risana i dieci lebbrosi. Di Giuseppe Angeli ne cita altri due: la Risurrezione di Lazzaro ed Elia sul carro di fuoco. Al lombardo Tomaso Bugoni assegna il quadro della Immacolata Concezione con i santi Giobbe e Antonio di Padova' A Jacopo Guarana sono invece assegnate numerose opere alcune dipinte a fresco sulle volte –  Cristo chiama Matteo all' apostolato, Natività della Madonna, Assunzione della Vergine, Gesù e l'adultera e la Guarigione della Cananea indemoniata – e altre quattro dipinte su tela –  Mosè trasforma la verga di Aronne in serpente, il Riposo in Egitto, Gesù incontra la samaritana e la Parabola dei lavoratori della vigna. Un piccolo bassorilievo raffigurante San Matteo, eseguito per conto di una scuola e datato 1523, fu staccato dal campanile ed ora si trova presso il Seminario Patriarcale.